# Imagisme
Imagismen var en retning inden for især anglo-amerikansk litteratur i begyndelsen af 1900-tallet. Imagisterne afviste det følelses- og symbolladede udtryk i den ældre poesi og satte præcise billeder i et klart og skarpt sprog i stedet.
Imagisterne trådte frem som gruppe i den litterære offentlighed i tidsskrifter og i fire antologier mellem 1914 og 1917. De slog til lyd for en tilbagevenden til mere klassiske kvaliteter i det poetiske sprog og eksperimenterede samtidig med utraditionelle former. De ville fokusere på tingen som ting, og ikke tingen som symbol for abstrakte forhold.
I marts 1913 blev imagismens program offentliggjort i tidsskriftet Poetry af Ezra Pound og F.S. Flint med følgende krav til lyrikken:
1. Direkte behandling af "tingen", hvad enten subjektivt eller objektivt.
2. Ingen brug af ord som ikke bidrager til præsentationen.
3. Med hensyn til rytmen: at komponere efter rytmen i den musikalske frase, ikke efter metronomen.[1]

I aprilnummeret stod imagismens måske mest berømte digt, Ezra Pounds haiku-agtige In a Station of the Metro med kun disse 14 ord:
The apparition of these faces in the crowd
Petals on a wet, black bough.